# Sankt Sigfridsgatan
Sankt Sigfridsgatan är en gata i Göteborg. Den sträcker sig åt sydost, närmare 2 kilometer mellan Sankt Sigfrids plan och Mölndalsvägen. Gatan berör stadsdelarna Bö, Skår och Kallebäck, och är numrerad från 1-146.
Sankt Sigfridsgatan fick sitt namn 1925 efter Västergötlands beskyddare Sankt Sigfrid, samtidigt som Sankt Sigfrids plan. Genom ändringar i stadsplanen 1974, förlängdes gatan till Mölndalsvägen.  